# Ляхова, Екатерина Фёдоровна (актриса)
Екатери́на Фёдоровна Ля́хова (3 марта 1929, Киселёвск, СССР — 19 мая 2020, Минск, Белоруссия) — советская и российская актриса, артистка Свердловского театра драмы. Народная артистка Российской Федерации (1999).

## Биография
Родилась в Киселёвске Уральской (ныне Кемеровской) области.
С 1947 года училась в Ташкентском государственном театральном институте (ныне — Государственный институт искусств и культуры Узбекистана), сокурсниками Екатерины были Леонид Броневой и Роман Ткачук. На курсе преподавали А. В. Эфрос, Ю. В. Иоффе, Н. И. Сац.
По окончании института, с 1951 года играла в театре Ленинабада. Затем работала в Душанбинском драматическом театре имени В. Маяковского.
В 1959 году по приглашению главного режиссёра Свердловского театра драмы В. С. Битюцкого присоединилась к труппе, в которой проработала более пятидесяти лет.
Член Свердловского отделения Союза театральных деятелей РФ (ВТО) с 1958 года.
С 2013 года по семейным обстоятельствам проживала в Минске (Белоруссия), где и умерла 19 мая 2020 года.

## Театральные роли
- «Вечер» — Ганна
- «Гамлет» В. Шекспира — Гертруда
- «Загнанная лошадь» Ф. Саган — Фелисити
- «Иркутская история» А. Арбузова — Валя-кассирша
- «Каменный цветок» — Настасья
- «Миндаугас» Ю. Марцинкявичюса — Марта
- «Пигмалион» Б. Шоу — Миссис Хиггинс
- «Поминальная молитва» Гр. Горина — Голда
- «Последние» М. Горького — Софья
- «Последняя ночь последнего царя» Э. Радзинского — Аликс
- «Синее небо, а в нём облака» В. Арро — Сонечка
- «Сладкоголосая птица юности» Т. Уильямса — принцесса Космонополис
- «Странная миссис Сэвидж» Дж. Патрика — Этель Сэвидж
- «Три сестры» А. Чехова — Маша
- «Тургенев и Полина Виардо» — Варвара Петровна Тургенева[1][2]

## Фильмография
- 1976 — Середина жизни :: эпизод
- 1979 — Так и будет :: подруга Елены
- 1984 — Дорога к себе :: секретарша
- 1985 — Не имеющий чина :: эпизод
- 1988 — Поражение после победы :: эпизод
- 1994 — Сон в начале тумана :: Мари Макленнан
- 2004 — К вам пришёл ангел :: женщина с сумкой

## Награды и звания
- заслуженная артистка РСФСР (13 июля 1981)[1];
- «Лучшая роль второго плана» на областном конкурсе «Браво! — 1984» за роль Сонечки в спектакле «Синее небо, а в нём облака» (1985) [2];
- народная артистка Российской Федерации (17 июня 1999)[1].